# Nigel Hawthorne
Nigel Hawthorne, född 5 april 1929 i Coventry i nuvarande West Midlands, död 26 december 2001 i Radwell i Hertfordshire, var en brittisk skådespelare.
Hawthorne är mest känd för rollen som den baksluge statssekreteraren Sir Humphrey Appleby i TV-serien Javisst, herr minister (Yes, Minister) och uppföljaren Javisst, herr premiärminister (Yes, Prime Minister), samt som kung Georg III i filmen Den galne kung George (1994).
Hawthorne var på 1970-talet anställd vid Royal Shakespeare Companys ensemble och var även verksam som skådespelare både på West End och på Broadway. Han var homosexuell och sammanlevde med regissören och manusförfattaren Trevor Bentham.

## Filmografi i urval
- Den långa flykten (1978) (röst)
- Förintelsen (1978)
- Edward & Mrs. Simpson (1978)
- A Tale of Two Cities (1980)
- Javisst, herr minister (1980–1984)
- Det våras för världshistorien del 1 (1981)
- Ringaren i Notre Dame (1982)
- En kvinna kallad Golda (1982)
- Gandhi (1982)
- Meningen med livet (1983)
- Taran och den magiska kitteln (1985) (röst)
- Tidlös kärlek (1989)
- Demolition Man (1993)
- Den galne kung George (1994)
- Richard III (1995)
- Trettondagsafton (1996)
- Amistad (1997)
- Mannen i mitt liv (1998)
- Tarzan (1999) (röst)
- Fallet Winslow (1999)
- The Clandestine Marriage (1999)